# رينالدو غاليندو بول
رينالدو غاليندو بول (بالإسبانية: Reynaldo Galindo Pohl) هو دبلوماسي وكاتب ومحامي سلفادوري، ولد في 21 أكتوبر 1918 في سونسوناتي، السلفادور في السلفادور، وتوفي في 5 يناير 2012 في سان سلفادور في السلفادور.